# Cynophalla tarapotensis
Cynophalla tarapotensis är en kaprisväxtart som först beskrevs av August Wilhelm Eichler, och fick sitt nu gällande namn av Cornejo och Iltis. Cynophalla tarapotensis ingår i släktet Cynophalla, och familjen kaprisväxter. Inga underarter finns listade i Catalogue of Life.